# Pherai

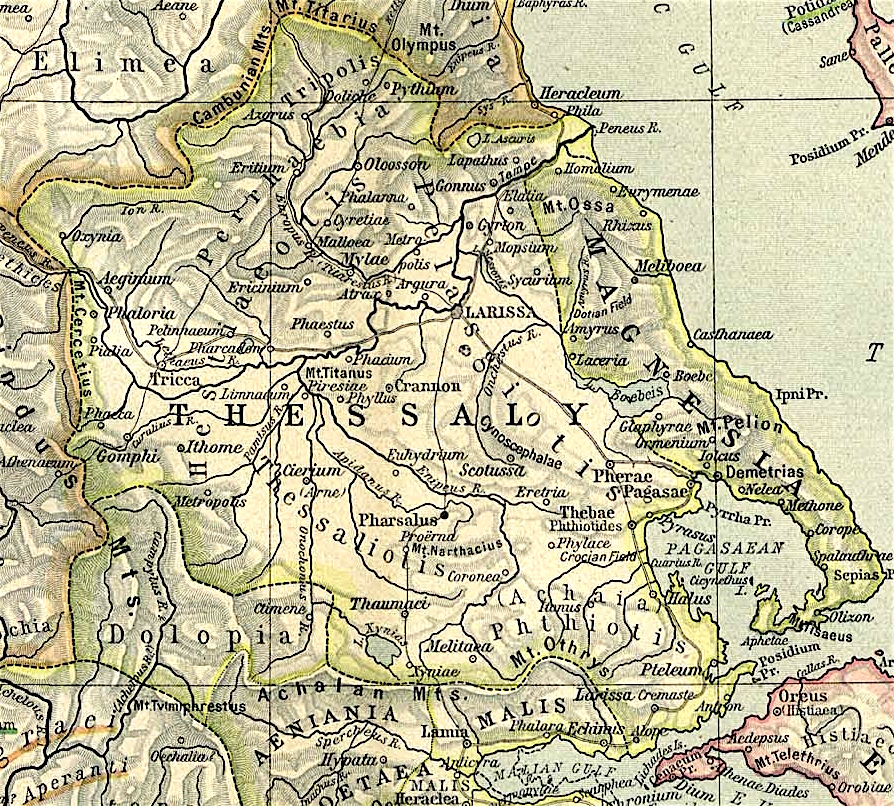
Lage von Pherai in Thessalien

Pherai (altgriechisch Φεραί, auch Phera, Pherä) war eine antike Stadt in der thessalischen Landschaft Pelasgiotis, unweit des Meeres, in der griechischen Mythologie bekannt als Sitz des Admetos, dessen Sohn Eumelos der gemeinschaftliche Anführer der Pheräer und Iolker vor Troja war. Pherai ist benannt nach Pheres, dem Vater von Admetos, der die Stadt gegründet und als deren König geherrscht hatte.
Die Stadt Pherai kontrollierte den einzigen großen Hafen Thessaliens, Pagasai, und profitierte von der Getreideausfuhr sowie dem Handel mit anderen Gütern. Mit dem wachsenden Wohlstand bildete sich in der Stadt eine Mittelklasse, die auch politische Ansprüche geltend machte. Gegen Ende des Peloponnesischen Kriegs wurde Pherai Sitz einer selbständigen Tyrannenherrschaft, die längere Zeit auf Griechenland Einfluss hatte. Diese Alleinherrscher betrieben im 4. Jahrhundert v. Chr. eine in hohem Maße expansive Politik und strebten nach der Hegemonie über ganz Thessalien. Gestützt auf die breite Masse der Händler und Handwerker – jener nicht-adligen Schicht, der politisches Gewicht so lange bedeutungslos war – und auf den in der von Pherai abhängigen Hafenstadt Pagasai ansässigen „Nautikos ochlos“ gelang es als erstem Lykophron von Pherai, eine durchaus populäre Tyrannis zu errichten.
Die Sozialstruktur der Hafenstadt Pagasai unterschied sich von den übrigen Städten Thessaliens insofern als in ihr nicht das agrarische, sondern das merkantilistische Element und die Seefahrer dominierten. Zudem gab es weder in Pherai noch in Pagasai eine alt eingesessene Adelsfamilie, was das Emporstreben der neuen Schicht erleichterte.
Unter den Tyrannen von Pherai sind außer Lykophron (Regierungszeit: um 406–390 v. Chr.), der 404 v. Chr. eine Schlacht gegen ein Adelsheer unter Führung der Aleuaden gewann, Jason (um 375 v. Chr.), Oberfeldherr von ganz Thessalien, dessen Sohn Lykophron sowie Alexander (358 ermordet) zu erwähnen.
Antiochos III. von Syrien belagerte und eroberte Pherai 191, musste es aber bald darauf den Römern überlassen. Die Stadt hatte eine Akropolis und innerhalb ihrer Ringmauern die vielgenannte Quelle Hypereia, welche noch jetzt nördlich der Stadt Velestino, wo sich vom alten Pherai spärliche Reste erhalten haben, hervorsprudelt. Nach der antiken Stadt wurde die Gemeinde Velestino in Feres umbenannt.